# Gloeikopmotor

Schematische doorsnede van een 2-takt-gloeikopmotor 1.) Gloeikop, 2.) Cilinder, 3.) Zuiger, 4.) Carter

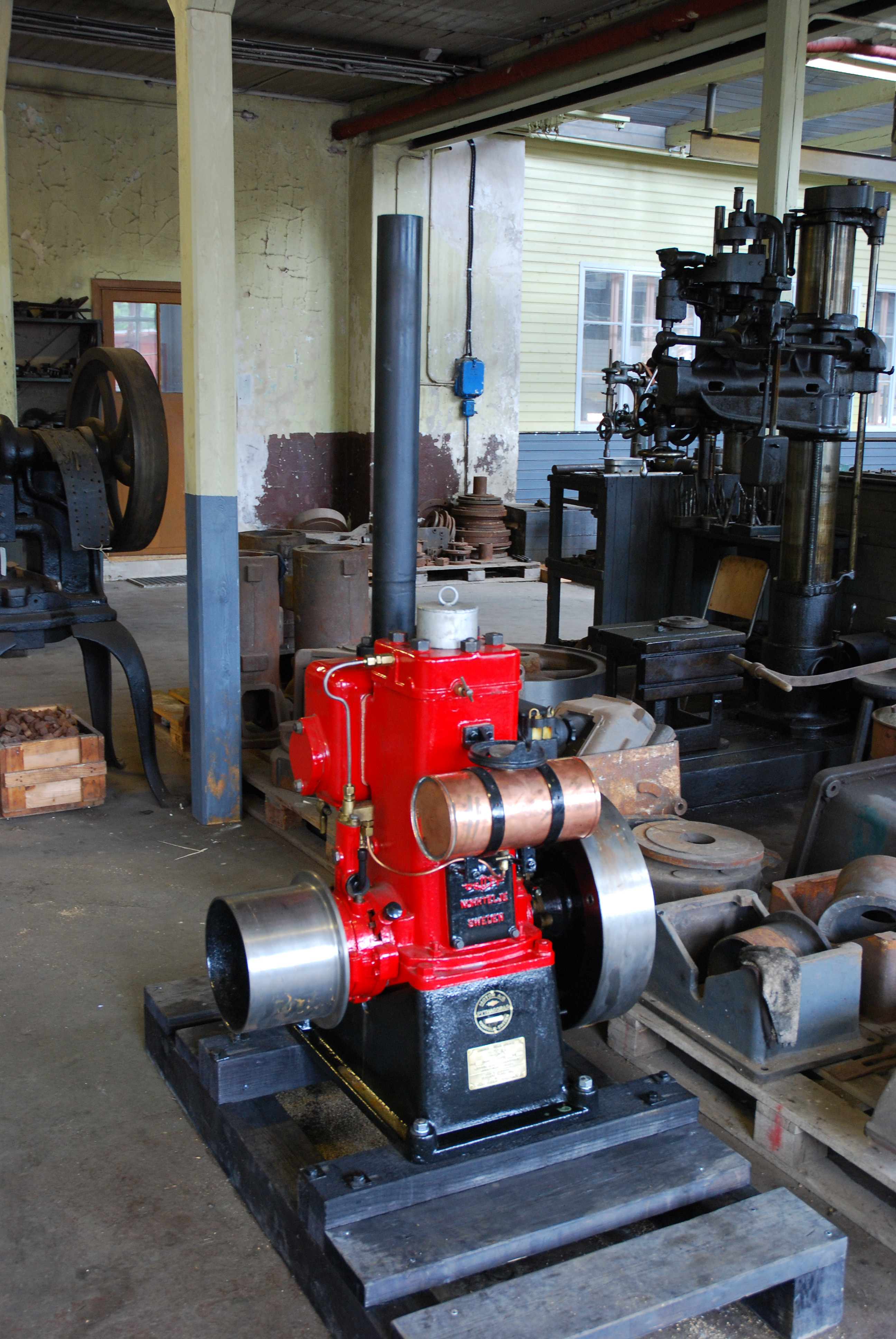
Pythagoras gloeikopmotor

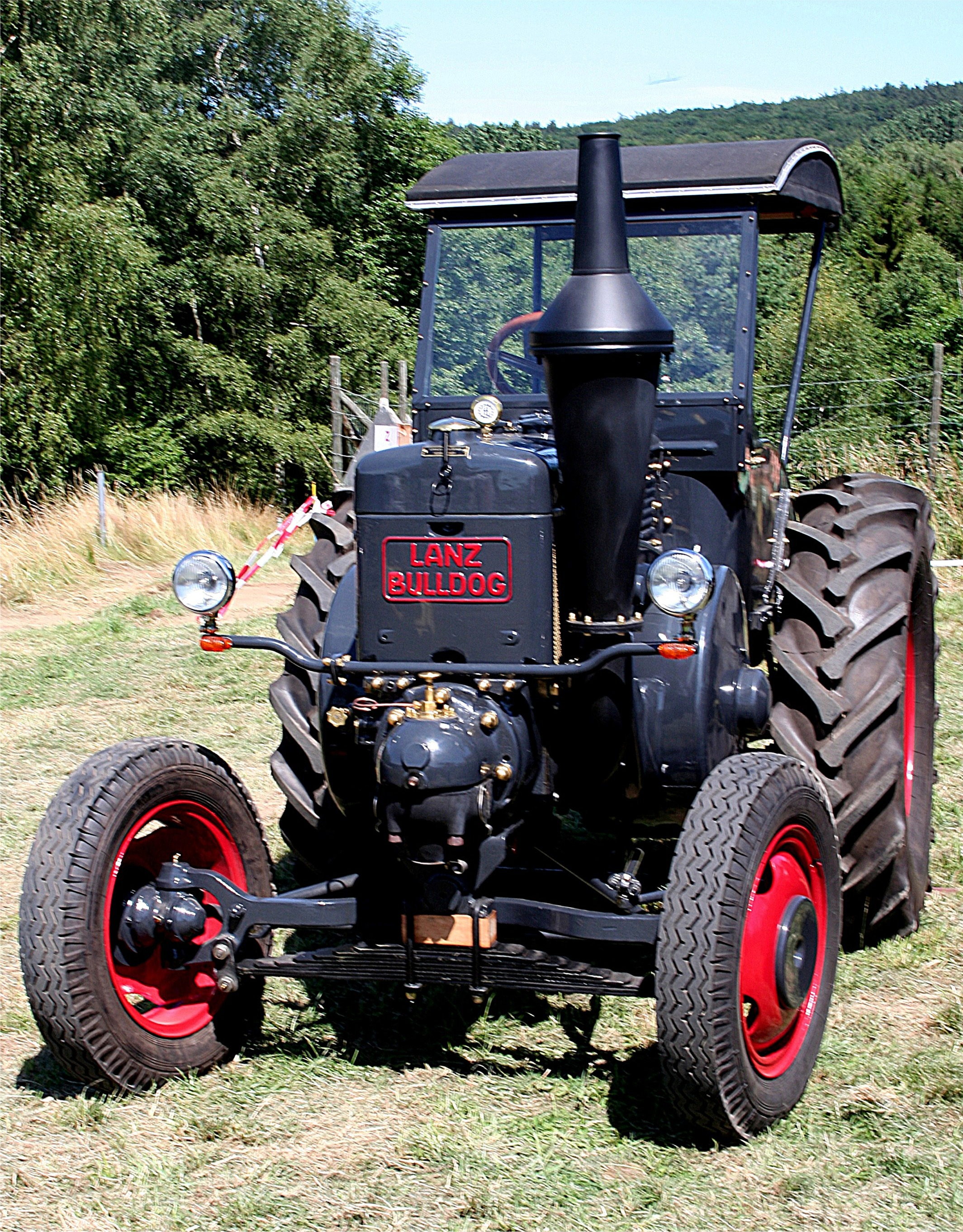
Lanz Bulldog met gloeikopmotor

De gloeikopmotor is een zelfontbrandende verbrandingsmotor met binnenin de vorming van het verbrandingsmengsel en met een lage compressieverhouding (3:1). De meest gebouwde motoren werkten naar het 2-taktprincipe met voorcompressie in het carter. De brandstof wordt ingespoten tijdens de inlaatslag en niet zoals bij de dieselmotor aan het eind van de compressieslag. Akroyd-Stuart's motor was echter een viertaktmotor en Hornsby en verschillende andere Britse fabrikanten zoals Blackstone en Crossley bouwden viertakt gloeikopmotoren.
De gloeikopmotor werd door de Engelsman Herbert Akroyd Stuart uitgevonden. Het eerste patent stamt uit 1886, maar het belangrijkste patent is uit 1890. De door Akroyd Stuart uitgevonden gloeikopmotor werd vanaf 1891 door Richard Hornsby & Sons in Grantham gebouwd.
De gloeikopmotor stelt weinig eisen aan de ontsteking en klopvastheid van de brandstof en behoort tot de eerste motoren die met verschillende brandstoffen werkten.

## Bouw
De kogelvormige voorkamer, de eigenlijke gloeikop, wordt voorverwarmd en tijdens het lopen niet actief gekoeld. De in de gloeikop gespoten brandstof verdampt en het tangentiale verbindingskanaal naar de cilinder zorgt tijdens de compressieslag dat de binnenstromende lucht een krachtige werveling en verdamping geeft.
Door de trage verdamping duurt het lang tot een goed ontstekingsmengsel van brandstof en lucht ontstaat. Hierdoor is een zeer vroege inspuiting van de brandstof noodzakelijk, ongeveer op 130 graden van de krukas voor het bovenste dode punt, veel vroeger dan bij de dieselmotor.

## Brandstof en functie

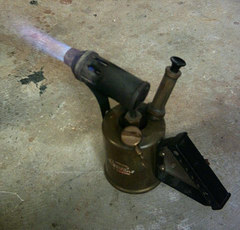
Een brander gebruikt voor het voorverwarmen

Gloeikopmotoren kunnen met normale dieselolie, met stookolie, walvistraan, paraffine, alle plantaardige oliën en zelfs op teerolie lopen.
Alvorens de motor gestart kan worden moet de gloeikop met een brander voorverwarmd worden. Er zijn ook motoren met een aparte kleine benzinetank en een bougie in de gloeikop, waardoor de motor met benzine gestart kan worden. Na het bereiken van de bedrijfstemperatuur wordt vervolgens overgeschakeld op stookolie of petroleum. De tractors die op petroleum liepen hadden dit systeem.
Lang onbelast laten draaien van de motor is niet mogelijk, omdat dan de gloeikop te veel afkoelt en de motor stopt. Het afkoelen kan vertraagd of verhinderd worden door de vorm van de gloeikop (zogenaamde ontstekingszak) en met een verdraaibare inspuithoek van de sproeier.

## Toepassing
Gloeikopmotoren werden als één- en meercilinders gebouwd en gedurende lange tijd als grote scheepsmotoren.
Beroemd en tot op heden bekend is de legendarische Bulldoggloeikopmotor van de firma Heinrich Lanz in Mannheim. De Engelse firma Hornsby was in 1896 de eerste, die een tractor met een 20 pk sterke in licentie gebouwde Akroyd-gloeikopmotor bouwde. Het was ook Hornsby, die in 1905 de eerste rupsbandentractor met gloeikopmotor bouwde. De grote spoelverliezen van deze motoren gaven bij het gebruik als tractor een bijzonder probleem: zo zouden vele Lanz-Bulldog tractoren door hun onverbrande uitlaatgassen en vonkenregen akkers en schuren in brand hebben gestoken. Dit probleem werd met speciale uitlaten opgelost.
De Russische firma Mamin had vanaf 1903 gloeikopmotoren gebouwd en ging vanaf 1912 tractoren met gloeikopmotor produceren. In datzelfde jaar begon de Zweedse firma J.V. Svensons Motorfabrik in Augustendal motorploegen met gloeikopmotor te bouwen. In 1913 kwam een andere Zweedse fabrikant, Munktells Mekaniska Värkstads AB, in Eskilstuna met een grote, 8,3 ton zware tweecilinder-gloeikopmotor-tractor op de markt. De eerste Lanz Bulldog, de Lanz HL, kwam eerst vanaf 1921 beschikbaar.
De gloeikopmotoren werden veel gebruikt op het moment dat de eerste dieselmotoren opkwamen. De grote voordelen boven benzinemotoren waren de eenvoud van het systeem, de gemakkelijke opslag van de brandstof, omdat deze minder gevaarlijk was dan benzine en de lage brandstofkosten. Scheepsmotoren konden naast stookolie ook op afgewerkte motorolie lopen.
Bij de modelbouw van bijvoorbeeld modelvliegtuigen hebben kleine verbrandingsmotoren tot ongeveer 30 cm³ cilinderinhoud een gloeiplug. Ze werken net zoals gloeikopmotoren. Tijdens het starten van de motor wordt de gloeiplug met een batterij voorverwarmd.
Bekende producenten van gloeikopmotoren zijn of waren Bolinder, Schlüter, Landini, Lanz, Ursus, Pampa Bulldog en vele anderen.